# Orientopsyllus investigatoris
Orientopsyllus investigatoris är en kräftdjursart. Orientopsyllus investigatoris ingår i släktet Orientopsyllus och familjen Thaumatopsyllidae. Inga underarter finns listade i Catalogue of Life.